# Diferencia de longitud de las piernas
La diferencia de longitud de las piernas se define cuando una de las piernas no alcanza igual longitud que la otra.

## Descripción
Las diferencias en la longitud de las piernas pueden aumentar el riesgo de artrosis.